# Adolf Rebner

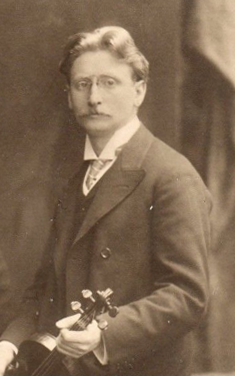
Adolf Rebner (ca. 1910)

Adolf Franklin Rebner (auch Adolph Rebner; geboren 21. November 1876 in Wien, Österreich-Ungarn; gestorben 19. Juni 1967 in Baden-Baden) war ein österreichischer Geiger, Komponist und Musikpädagoge.

## Leben
Rebner begann seine Karriere als Schüler von Jakob Grün am Konservatorium der Gesellschaft der Musikfreunde, wo er im Jahr 1891 abschloss. Er studierte weiter mit Martin Pierre Marsick in Paris.
1896 zog Rebner nach Frankfurt am Main, wo er Konzertmeister an der Frankfurter Oper war. Er wurde Professor und Nachfolger von Hugo Heermann an Dr. Hoch’s Konservatorium. Dabei war er Lehrer unter anderem von Paul Hindemith und Sascha Schneider. Er wurde sehr bekannt als Leiter und Primgeiger des nach ihm benannten Rebner-Quartetts, das unter anderem Konzertreisen durch Deutschland, Frankreich, Spanien und England unternahm.
Im Jahr 1933 wurde er von Dr. Hoch’s Konservatorium entlassen, da er jüdisch war. Dadurch war er gezwungen, Deutschland zu verlassen. Im Oktober 1933 flüchtete er nach London, ging aber dann im Frühjahr 1935 nach Wien, bevor er im März 1939 in die USA emigrierte. Nach Ende des Zweiten Weltkriegs übersiedelte er nach Kopenhagen. Im Sommer 1949 gehörte er zu den paar herausragenden Musikern, die auf Veranlassung von Sascha Schneider am Casals-Festival in Prades teilnahmen, um mit Casals Kammermusik spielen zu können.
Im Oktober 1953 ließ er sich schließlich in der Bundesrepublik Deutschland nieder, auch um Rentenzahlungen der Stadt Frankfurt am Main erhalten zu können. Sein Wohnsitz war von nun an bis zu seinem Lebensende Baden-Baden.
Sein Sohn Edward Wolfgang Rebner (* 1910 in Frankfurt; † 1993 in München) war ein erfolgreicher Pianist und Begleiter. Er emigrierte 1939 in die USA.

## Anekdotisches
Sein Sohn Wolfgang Edward Rebner, der am Richard Strauss-Konservatorium unterrichtete, erzählte gelegentlich den Studenten eine kleine Begebenheit aus dem Leben seines Vaters: 'Als junger, noch sehr junger Geiger spielte er bei einer Aufführung der 3. Sinfonie von Anton Bruckner in Wien mit. (Unter Hans Richter um 1890 ?) Im ersten Satz haben beide Geigengruppen sehr lange Passagen, die einer langweiligen Etude ähneln. Irgendwie fand er diese – schier endlosen Passagen – sehr lustig und kam aus dem Lachen nicht heraus. Dann wurde es seinem älteren Pultnachbarn doch zu bunt und als alle Ermahnungen nichts fruchteten, bekam von ihm eine Watsch'n.' (Ohrfeige auf bairisch-österreichisch). (Bericht von Joseph Kanz, einem Schüler von W. Rebner; 1974–1977)

## Ensembles
- Museums-Quartett (auch unter den Namen Heermann Quartett und Frankfurter Quartett bekannt): Hugo Heermann, Hugo Becker, Fritz Bassermann und Adolf Rebner.
- Frankfurter Trio: Adolf Rebner, James Kwast und Johannes Hegar (ab 1902 mit Carl Friedberg).
- Rebner-Quartett: Adolf Rebner, Johannes Hegar, Walther Davisson and Ludwig Natterer (ab 1915 mit Paul Hindemith).